# Xenurolebias
Xenurolebias é um gênero de peixe anual da família Rivulidae que já foi considerado um subgênero de Simpsonichthys, posteriormente elevado à categoria de gênero.

## Espécies
Atualmente 4 espécies compõem o gênero:
- Xenurolebias cricarensis
- Xenurolebias izecksohni
- Xenurolebias myersi
- Xenurolebias pataxo